# 懲教署歷史
香港懲教署為全世界歷史最悠久的懲教機關之一，歷史逾180年，經過多番脫變和轉捩點，輾轉成為現今國際最為推崇的懲教機關之一。

## 香港監獄的早期發展
1841年4月30日，英國公使義律上尉於4月30日委任第26步兵團堅偉上尉為首席總裁判司，撥出1,400英鎊的財政預算用以建立香港警隊、興建一座監獄和作為32名差人以及文職人員的薪金。同年8月9日，第一所監獄 ── 中環域多利監獄設立。1853年9月20日，首條有關香港監獄的法例獲得制定。1879年，監獄管理脫離警察隊，監獄人員由警察隊調歸監獄監督管轄。1894年4月5日，最後一次公開在監獄內執行死刑。 由1921年開始監獄首長由 Superintendent of Victoria Gaol 更改為 Superintendent of Prisons， 人員編制及財政安排均獨立於警隊，從此香港監獄發展正式踏入新紀元。

## 監獄署成立
1920年12月，監獄工作開始由新成立的監獄署（Prisons Department）管理。

## 逐漸擴大服務範圍
1932年4月19日，一所建於荔枝角的女子監獄正式啟用。1937年1月，設在南區的香港監獄（今稱赤柱監獄）開始運作。1938年起，監獄署負責統籌感化服務。
1946年12月，第一所開放式的少年罪犯院所（臨時感化院）設立。1948年4月1日，感化服務轉由華民政務司轄下的社會福利局（今社會福利署）負責。1953年3月6日，赤柱感化院被改建為第一所教導所──赤柱教導所。法定的善後輔導服務被確立，由所員組成的樂隊亦於稍後組成。同年5月1日，犯人工資計劃開始實施，鼓勵他們從事生產。工資代替在犯人釋放時給予的酬金。在此之前，酬金的金額是每日6仙港元。
1955年至1956年年度，赤柱監獄及荔枝角監獄實施開放式探訪。以往訪客須在監獄大閘的鐵籠，隔著雙層鐵絲網，和囚犯高聲對話，監獄職員則在鐵絲網之間進行巡查。1956年，建於芝麻灣的第一所開放式監獄設立。兩年後，第一所職員訓練學校成立。同年，監獄署為曾經吸毒的大欖監獄釋囚提供自願監管計劃。
1960年至1961年年度，監獄職員開始不攜槍械。1966年11月16日，最後一次死刑執行；自此之後，死刑暫停執行。兩年後的8月1日，第一所中途宿舍新生之家正式啟用，為曾經染上毒癮的釋囚提供康復服務。1969年1月17日，戒毒所條例正式制定，大欖戒毒所開始運作。
1971年1月，犯人編號系統開始使用。1972年3月16日，勞役中心條例正式制定；同年6月16日，沙咀勞役中心開始運作。1972年11月27日，小欖精神病治療中心正式啟用，為犯人提供精神病治療服務。1974年，打籐成為教導所所員違反所規的一種懲罰。1975年1月，監獄署向犯人提供福利。1976年7月，監獄署開始為犯人提供心理輔導服務。1978年1月20日，監獄署接管啟德難民營，參與管理越南船民的事務。1979年3月，監獄署投訴調查組正式成立。
1980年5月1日，大潭峽懲教所正式啟用，專門收容年青的女性罪犯。1981年，監獄規則內有關限制飲食及體罰的條文被刪除。

## 更名懲教署
1982年2月1日，監獄署正式易名為懲教署，以反映部門重視犯人康復，及確立其未來的發展方向。1983年7月5日，第一所青少年罪犯的中途宿舍──豐力樓，正式啟用；1984年8月，第一所收容女罪犯的中途宿舍──紫荊樓，正式啟用。
1986年，香港考試局（今香港考試及評核局）承認壁屋懲教所報考會考的所員為學校考生，可以在監獄內參加香港中學會考。同年7月，懲教署獲認可成為《愛丁堡公爵獎勵計劃》（今《香港青年獎勵計劃》）執行處，並且在教導所成立支部，安排所員參與計劃。同月5日，香港島童軍221旅在教導所正式成立。1987年4月，香港島深資女童軍141旅亦告組成。 1988年7月，首兩項的犯人假釋計劃—─《囚犯監管試釋計劃》及《釋前就業計劃》人正式生效。
1990年11月1日起，體罰被廢除。1995年2月8日，第一所為成年罪犯而設的中途宿舍──百勤樓，正式啟用。同年10月18日，中途宿舍的服務對象擴展至青少年吸毒罪犯。1996年11月30日，一個強制性的成年犯人監管計劃《監管釋囚計劃》開始實施。1997年6月30日，《長期監禁刑罰覆核條例》開始實施，此條例旨在設立一個法定的委員會以覆核囚犯在香港被判處的無限期及長期監禁刑罰、被拘留等候行政酌情決定發落的人的拘留、青少年囚犯被判處的刑罰及被移交囚犯的無限期及長期監禁刑罰。

## 香港主權移交後
1997年7月1日，新徽章被採用，徽章內的指南針標記著部門有清晰的目標及方向。1998年1月14日，新的更生事務科正式成立，統籌及發展犯人更生服務，由助理署長（更生事務）領導管理。 
1998年5月26日，最後一個懲教署越南船民羈留中心──萬宜羈留中心，正式關閉。同年7月1日，3名首長級人員獲行政長官頒授香港懲教事務卓越獎章，是首批在實施新的紀律人員授勳及獎章制度後獲授勳的人員。同年9月28日，設於小欖精神病治療中心的心理評估治療組啟用，為合適的性罪犯提供全面的心理輔導服務，包括徹底的心理評估及特別設計的心理治療。1999年3月3日，首個親子中心於大潭峽懲教所啟用。同年6月22日，喜靈洲警衛犬隊犬舍綜合大樓啟用。同年9月27日，白沙灣懲教所──近15年來第一所特意全新興建的監獄，啟用；於同年10月21日舉行啟用典禮。同年10月，懲教署採用一個嶄新的標語，包含「 We Care 管教關懷助更生」的格言，寓意該署職員群策群力，透過羈押監管、教導關懷，來協助犯人改過自新。同一時間，懲教署推出一系列為期逾6個月的跨世紀助更生宣傳運動。同年12月，懲教署工業組的標誌製造業榮獲香港品質保證局頒授ISO9002品質管理證書。
2000年1月，懲教署制訂新一套的抱負、任務及價值觀，規劃部門在新世紀的發展方向。同年2月，懲教署全面使用「更生人士」或者「更生者」取代「釋囚」或者「刑釋人士」等比較負面的詞彙，藉此鼓勵社會大眾接納和支持決意改過自新的人士。同年8月，審核及管理策劃科轄下的投訴調查組獲得香港品質保證局頒發ISO9002品質管理證書。2000年11月起，懲教署與香港電台電視部先後製作了4輯助更生電視實況劇《鐵窗邊緣》，獲得電視節目欣賞指數調查的多個獎項。2001年2月1日，人事及訓練科重組及改稱人力資源科，助理署長（人事）亦相應改稱助理署長（人力資源）。同年3月5日，懲教署工業組標誌製作行業於2000至2001年度《公務員顧客服務獎勵計劃》中，獲得提升優質服務獎的嘉許獎。2002年]1月1日，審核及管理策劃科重新命名為服務質素科。同年7月11日，《更生中心條例》生效，勵志更生中心於同年8月1日收納第一位更生中心所員。同月26日，投訴調查組通過轉版審核，取得ISO9001:2000的認證。2002年10月21日，懲教署獲得國際懲教及獄政專業協會首個會長榮譽大獎。同年11月1日，香港懲教博物館開幕。
2005年8月8日，青山灣入境事務中心啟用。同年12月24日，域多利監獄停止運作。2006年7月14日，勵新懲教所職業訓練中心啟用。同月20日，荔枝角懲教所啟用。
2008年5月28日，大潭峽懲教所停止運作，勵敬懲教所啟用。2009年2月22日，工業組改組為隸屬於更生事務科的工業及職業訓練組。同年5月25日，勵志更生中心啟用。同年6月15日，沙咀勞教中心改為沙咀懲教所。2010年1月16日，壁屋監獄的工業及職業訓練大樓正式啟用，為在囚人士提供更完善的工業生產和職業訓練設施。同年2月25日，蔴埔坪監獄和塘福中心合併為塘福懲教所。同年同日，喜靈洲戒毒所（附屬中心）改名為勵顧懲教所。同年4月15日，青山灣入境事務中心交還入境事務處管理。同年8月24日，羅湖懲教所啟用。
2011年3月8日，羅湖懲教所的健心館正式啟用。
2012年6月，懲教署將於柴灣盛泰道及常茂街的一幅地皮興建總部大樓的計劃提交至建築署作可行性研究，計劃已經諮詢過區議會，城市規劃委員會亦已經批准此幅地皮改更為政府用地。
2019年11月警務處處長根據《公安條例》（第245章）第40條，委任一批懲教署人員為特務警察，以增加警方的人手和力量。
2021年1月23日調派人員於油尖旺區執行第599J章 《預防及控制疾病(對若干人士強制檢測)規例》的相關行動。
2021年2月5日調派人員於元朗區執行第599J章 《預防及控制疾病(對若干人士強制檢測)規例》 的相關行動。
2023年6月22日凌晨一名64歲男子姓譚的羈留人士於伊利沙伯醫院C6內科男病房越柙，該羈留人士早前因非禮其十多歲的繼外孫女、並偷拍繼外孫女的色情照片被還押交由懲教署看管，期間被送往伊利沙伯醫院留醫。至2023年6月22日凌晨4時許，該羈留人士趁懲教職員一時不察，突然掙脫繫在病床的手銬並逃跑，在場懲教人員即時喝止追截，並隨即召喚支援及將事件通知警方。據悉，該羈留人士從醫院逃走，致電家人並聲稱正返回白田邨家中借錢，其繼女大義滅親報警，該羈留人士於2023年6月22日上午5時45分被警方再次拘捕。
2023年7月12日爆出部門成立以來的最大性醜聞，1名懲教主任、1名一級懲教助理，及5名二級懲教助理被指控2023年7月8日性侵及輪姦1名31歲於派對中酒醉的女子，據報導疑犯分別駐守赤柱監獄、石壁監獄及荔枝角收押所。2023年7月13日涉及本案的三名懲教署二級懲教助理黃朝豐(23歲)、鍾皓林(27歲)及麥潤良(31歲)，同被控一項強姦罪，而案中餘下4人正保釋候查。
2023年11月14日，一名在囚人士於伊利沙伯醫院越柙，該名27歲男性還押在囚人士，於2023年7月因入屋犯法罪而被還押。至周五（2023年11月10日）他因身體不適被轉送伊利沙伯醫院留院接受治療。在2023年11月14日晚上約10時57分，該名還押在囚人士突然掙脫繫在病床的手銬並逃跑，在場懲教人員即時喝止追截及召喚支援，並隨即於醫院附近位置將其捕獲。
2023年香港區議會選舉期間，調派較早前被委任為特務警察的懲教人員前往多個票站，維護票站安全及確保票站運作順利。
2024年11月1日下午12時許，駐守壁屋監獄的一級懲教助理李家輝下班後沿天橋到附近巴士站候車，一輛套上假牌的私家車駛至距事主約5米位置，3名隸屬新義安的蒙面男持長條形硬物下車向他施襲，3人約10秒後返回車輛逃去。李家輝頭及上肢共6處裂傷，傷口長5至15厘米，右手腕骨折，治理後情况穩定，2024年11月2日仍留醫。

## 相關參見
- 香港懲教博物館